# Automation Industrielle

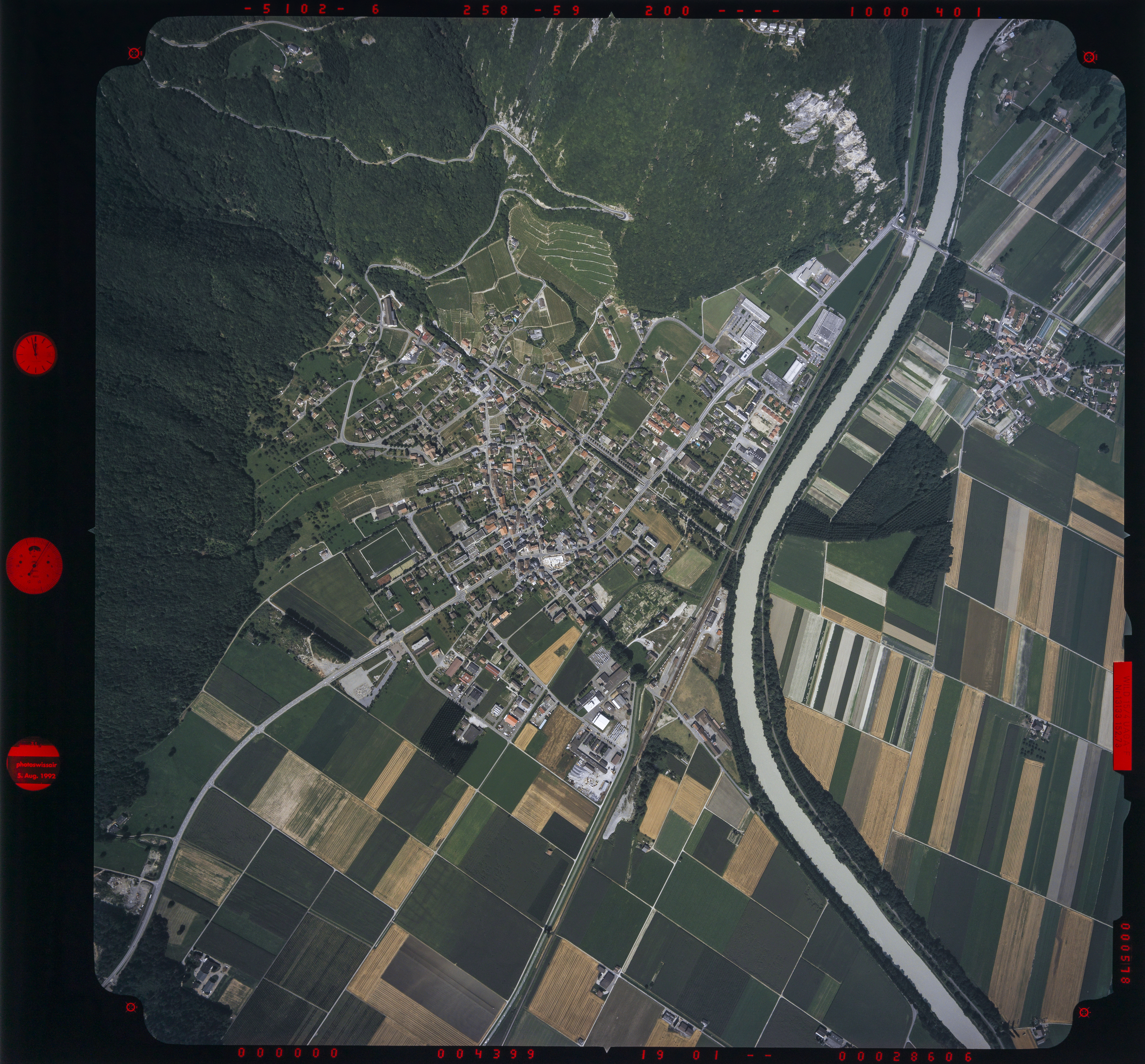
Standort von AISA im Industriegebiet von Vouvry; am oberen rechten Rand der Ortschaft westlich der Avenue de Savoie

Die Automation Industrielle SA (AISA) ist ein Schweizer Hersteller von Werkzeugmaschinen für die Kunststoffindustrie.

## Geschichte
Das Unternehmen Automation Industrielle SA wurde 1962 in Vevey gegründet. Es hat seinen Hauptsitz seit 1971 in Vouvry im Kanton Wallis. Weitere Standorte der Firma befinden sich unter anderem in Sainte-Menehould in Frankreich, São Paulo in Brasilien und Pune in Indien.
AISA ist ein Unternehmen der Metallverarbeitung und Automatisierungstechnik und ein Zulieferer für Firmen der Kunststoffverarbeitung. Mit einem Umsatz von 37 Millionen US-Dollar ist sie weltweiter Marktführer als Hersteller von Werkzeugmaschinen für Kunststoffbehälter, vor allem Laminattuben. Mit den Industrierobotern aus Vouvry werden in verschiedenen Branchen Kunststofftuben produziert, die für Transport und Handel von Zahnpasta, Kosmetikprodukten und dickflüssigen Lebensmitteln benötigt werden. Zu den weiteren Produkten des Unternehmens gehören Maschinen, die Zubehör für solche Behälter wie Verschlüsse, Spritzdüsen, Deckel von Tuben und Pressflaschen herstellen. Dazu kommen automatisierte Prüfgeräte für die Kunststoffprodukte.
Die Maschinen von AISA werden in über 50 Länder geliefert und von zahlreichen Industriefirmen verwendet, so auch bei Colgate und Procter & Gamble.
Um die Entwicklungsabteilung zu vergrössern, errichtete AISA im Jahr 2021 ein weiteres Gebäude in Vouvry.